# 下野國一社八幡宮
下野國一社八幡宮（しもつけのくにいっしゃはちまんぐう）は栃木県足利市八幡町にある神社である。源頼義・義家父子の創建とされる。

## 由緒
下野國一社八幡宮は、天喜4年（1056年）に 源頼義・義家父子が前九年の役に際して戦勝を祈願し男山八幡宮を勧請して創建した八幡宮と言われる。祭神は誉田別尊、大帯姫命、姫大神である。頼義・義家が創建した後は、源姓足利氏の庇護の下で隆盛したといわれる。足利荘にあったため古くは足利荘八幡宮と呼ばれ、また下野国第一の八幡宮という意味で下野國一社八幡宮あるいは一國一社八幡宮とも称されてきたとされる。

## 社殿
現在の社殿は文化11年（1814年）の再建で、幣殿・拝殿は平成8年（1996年）から9年（1997年）にかけて保存修理されたもの。

## 境内社
境内には境内社が複数鎮座する。
- 門田稲荷神社
  - 榎木稲荷（榎大六天神あるいはお万榎稲荷神社）、伏見稲荷と並び、「日本三大縁切稲荷」の一つ[1]。男女間、病、薬、賭け事等の縁切、病気や災難等の厄除に徳があるとされる。例祭は初午祭で、毎年旧暦の2月最初の午の日に行われる。

## 文化財
- 八幡宮本殿附八幡宮本社再建図（県指定）
- 八幡郷検地帳（県指定）
- 八幡山古墳群（県指定）
- 幣殿・拝殿（市指定）
- 銅像鳥居（市指定）
  - 江戸時代後期の寛政4年（1793年）、佐野天明鋳物の荒井宗明および丸山長暉の合作を有志が奉納したものとされる。昭和42年9月19日指定。
- 大永化縁状（市指定）
- 下野足利領八幡山御縄打水帳及び名寄帳（市指定）
- 延文記録（市指定）
  - 正式名称「下野国足利庄八幡宮所役勤行目録」[2]。1357年に書かれたもの[1]。
- 八幡宮クロマツ（市指定）
  - 樹齢は明らかではないが、約600年と推定されている。市内最古の古木。昭和40年3月1日指定。
- 放生会の碑（市指定）

## 行事
年中行事は以下のとおり。例祭は4月10日。
- 1月1日　歳旦祭
- 1月1日 - 5日　初詣
- 旧暦2月初めの午の日　門田稲荷神社例祭（初午祭）
- 2月11日　建国祭
- 4月10日　例祭（春祭）
- 6月30日　大祓式
- 7月15日　八坂神社例祭（夏祭）
- 10月16日　大祭（秋祭）
- 11月23日　新嘗祭
- 12月31日　大祓式

## その他
2010年7月より門田稲荷神社と同市内の織姫神社を中心に「あしかがひめたま」という萌えおこしが行われている。